# Lindex
Lindex är en finskägd internationell klädkedja inom Stockmann-gruppen med cirka 4 000 anställda och cirka 440 butiker i 18 länder i Norden, Baltikum, Centraleuropa, Storbritannien, Balkan och Mellanöstern. Sortimentet omfattar damkläder, underkläder, barnkläder och kosmetika.  

## Historia
1954 öppnade Ingemar Boman och Bengt Rosell underklädesbutiken Fynd i Alingsås. Strax därefter förvärvades bolaget Lindex i Göteborg som så småningom gav namn åt de efterföljande butikerna.  
Under 1960-talet fick underklädessortimentet sällskap av damkläder, speciellt jumprar och blusar. Verksamheten expanderade och den första Lindexbutiken i Norge öppnades 1969. 
På 1980-talet köptes Lindex upp av ICA och tillsammans förvärvade de klädkedjan Gulins. Expansionen gick fort – 1987 öppnades en ny butik varannan vecka. Vid denna tid fanns Lindex i Finland, Danmark och i Storbritannien. Det är också under 1980-talet som Lindex började sälja barnkläder. 
På 1990-talet stängdes butikerna ner i Danmark och i Storbritannien. År 1993 sålde ICA Lindex till bolaget Industri Kapital. Samma år sålde Lindex Gulins med 770 anställda till norska Finansgruppen. 1994 öppnade Lindex produktionskontor i Hongkong och kort därefter öppnade de kontor i Bangladesh och Istanbul. 1995 startades kundklubben Lindex Club (heter numera More at Lindex). I slutet av nittiotalet förvärvades varumärket Fix med barnkläder.
2002 köpte Lindex underklädeskedjan Twilfit, men sålde den igen 2005. Lindex huvudkontor flyttade från Alingsås till Göteborg 2004. År 2007 öppnade Lindex upp en egen distributionscentral i Partille utanför Göteborg, de startade e-handel på lindex.com och köptes upp samma år av den finskägda Stockmanngruppen.
På Stockmann Oyj Abp:s ordinarie bolagsstämma, som hölls den 21 mars 2024, beslutades en namnändring på Stockmannkoncernens moderbolag Stockmann Oyj Abp till Lindex Group Oyj (svenskt namn Lindex Group Abp).

## Organisation
År 2007 köptes Lindex av den finska koncernen Stockmann, med huvudkontor i Helsingfors, som är noterad på Nasdaq Helsingfors. Numera heter koncernen Lindex Group. Lindex huvudkontor ligger i Göteborg där nästan 400 personer arbetar med inköp, design, marknadsföring, IT, kommunikation, HR, ekonomi, logistik and varuhantering.
Lindex har cirka 440 butiker i 18 länder och Lindex Online Shop som idag finns i 28 länder. Lindex produkter säljs även via ASOS, Boozt, About You och Zalando.

## Sortiment
Lindex säljer damkläder, mammakläder, underkläder, barnkläder och kosmetika.
Kollektionerna för barnkläder finns i tre storleksgrupper: baby i storlekarna 44-104, småbarn i storlekarna 92 -122 och storlekarna 128-170 för de äldsta barnen.

## Samarbeten
Det första samarbetet med en extern designer gjorde Lindex 2009, då den svenska modedesignern Ewa Larsson skapade Affordable Luxury för modekedjan. Lindex gjorde sitt första internationella designsamarbete 2010 med amerikanen Narciso Rodriguez. Han skapade en Pink Collection vars försäljning gick till Cancerfondens bröstcancerforskning.

### Designsamarbeten
- 2009-2011 Ewa Larsson
- 2010 Narsisco Rodriguez
- 2011 Rachel Zoe - stylistsamarbete
- 2012 Missoni
- 2013 Matthew Williamson
- 2014 Jean Paul Gaultier
- 2019 By Malina
- 2020 Emma von Brömssen
- 2021 Emilia Ilke
- 2022 Hanna Wendelbo